# Syed Modi
Syed Modi (* 1962 in Sardarnagar; † 28. Juli 1988 in Lucknow) war ein indischer Badmintonspieler.

## Karriere
Syed Modi gewann insgesamt acht nationale Titel in Indien. Bei den Asienspielen 1982 erkämpfte er Bronze. Erfolgreich war er auch bei den Austrian International und den USSR International.
Am 28. Juli 1988 wurde Modi von einem unbekannten Täter erschossen.

## Sportliche Erfolge
| Saison | Veranstaltung                              | Disziplin    | Platz | Name      |
| ------ | ------------------------------------------ | ------------ | ----- | --------- |
| 1974   | Indien: Einzelmeisterschaften der Junioren | Herreneinzel | 1     | Syed Modi |
| 1975   | Indien: Einzelmeisterschaften der Junioren | Herreneinzel | 1     | Syed Modi |
| 1977   | Indien: Einzelmeisterschaften der Junioren | Herreneinzel | 1     | Syed Modi |
| 1980   | Indien: Einzelmeisterschaften              | Herreneinzel | 1     | Syed Modi |
| 1981   | SGIO Mini Games                            | Herreneinzel | 1     | Syed Modi |
| 1981   | Indien: Einzelmeisterschaften              | Herreneinzel | 1     | Syed Modi |
| 1982   | Indien: Einzelmeisterschaften              | Herreneinzel | 1     | Syed Modi |
| 1982   | Asienspiele                                | Herreneinzel | 3     | Syed Modi |
| 1983   | Austrian International                     | Herreneinzel | 1     | Syed Modi |
| 1983   | Indien: Einzelmeisterschaften              | Herreneinzel | 1     | Syed Modi |
| 1984   | Austrian International                     | Herreneinzel | 1     | Syed Modi |
| 1984   | Indien: Einzelmeisterschaften              | Herreneinzel | 1     | Syed Modi |
| 1985   | USSR International                         | Herreneinzel | 1     | Syed Modi |
| 1985   | Indien: Einzelmeisterschaften              | Herreneinzel | 1     | Syed Modi |
| 1986   | Indien: Einzelmeisterschaften              | Herreneinzel | 1     | Syed Modi |
| 1987   | Indien: Einzelmeisterschaften              | Herreneinzel | 1     | Syed Modi |